# 클라바토르과
클라바토르과(Clavatoraceae)는 차축조목에 속하는 윤조식물 녹조류과의 하나이다. 화석종 2속 2종으로 이루어져 있다.

## 하위 분류
- † 셉토렐라속 (Septorella) V.P.Maslov, 1961
  - † 셉토렐라 울티마 (S. ultima) - 마스트리흐트절 후기의 화석종[2]
- † 노도소클라바토르속 (Nodosoclavator) L.Grambast, 1963
  - † 노도소클라바토르 킹하이엔시스 (N. qinghaiensis)